# Landing Kinteh
Landing Kinteh (* in Banjul) ist ein gambischer Jurist. Von 2017 bis 2018 war er Generalinspekteur der Polizei (englisch Inspector General of Police; IGP).

## Leben
In den Polizeidienst trat Kinteh 1982 ein, er wurde 1984 zum Corporal und 1988 zum Cadet Officer befördert. Kinteh schloss sein Bachelor-Studium von 1993 bis 1999 in Jura an der Universität von Usman Dan Fodio in Nigeria ab und erwarb von 2004 bis 2005 einen Master-Abschluss in Menschenrechte und Strafrecht von der University of Essex in Großbritannien. Anschließend war er als Rechtsanwalt und Anwalt am Supreme Court of The Gambia tätig. Seit 2007 war Landing Kinteh Beauftragter der Strafverfolgungsbehörden (englisch Commissioner of Prosecutions) bei der Gambia Police Force. Hierbei war er für die Vereinten Nationen nach Darfur im Sudan entsendet worden.
Er unterstützte beim Aufbau der National Agency Against Trafficking in Persons (NAATIP), deren Ziel die Bekämpfung von Menschenhandel und Zwangsarbeit ist, und war selbst bis etwa 2014 erster Direktor dieser Behörde.
Kinteh wurde am 22. Juni 2017 als Nachfolger von Yankuba Sonko zum Generalinspekteur der Polizei ernannt.
Aufgrund der Ereignisse vom 18. Juni 2018 in Faraba Banta, bei dem Demonstranten durch Schüsse seitens der Polizei getötet worden waren, bat Landing Kinteh am 21. Juni 2018 um Rücktritt von seinem Amt.
Im August 2019 wurde er als Nachfolger von Kemesseng Jammeh zum Botschafter in der Türkei ernannt.